# Мальгашские сцинки
Мальгашские сцинки, или амфиглоссусы (лат. Amphiglossus) — род ящериц из подсемейства Scincinae семейства сцинковых. Тело змеевидное, ноги сильно укорочены, что позволяет животному передвигаться не только в лесной подстилке, но и под водой, как угорь. Молодые особи очень контрастные, с ярко-жёлтыми глазками на тёмно-оливково-зелёном фоне. Низ тела того же цвета, что и глазки. Взрослая особь приобретает серовато-оливковый и бледно-жёлтый оттенок, глазки исчезают. Чешуя очень гладкая, что придаёт им блестящий вид.

## Виды
Включает 2 вида:
- Amphiglossus astrolabi Duméril et Bibron, 1839 — амфиглоссус Астролаба
- Amphiglossus reticulatus (Kaudern, 1922) — сетчатый амфиглоссус

Ранее к этому роду относили также виды, в настоящее время рассматриваемые в составе родов Brachyseps, Flexiseps, Janaetescincus, Madascincus и Pamelaescincus.